# Lazzaro Spallanzani
Lazzaro Spallanzani, född 12 januari 1729 i Scandiano i Italien, död 11 februari 1799 i Pavia, var en italiensk naturforskare inom olika områden, främst experimentell fysiologi.

## Biografi
Lazzaro Spallanzani var son till en välrenommerad jurist. Efter utbildning vid jesuitläroverket i Reggio Emilia studerade han juridik vid universitetet i Bologna. Hans släkting Laura Bassi var där professor i matematik och fysik, och hon fick honom att intressera sig för naturvetenskap. 1754 utsågs han till professor i logik, metafysik och grekiska i Reggio. Han prästvigdes ca 1757 och tjänstgjorde genom åren ibland som präst. På 1760-talet var han professor i fysik vid universitetet i Modena. 1769 fick han så en professur i naturhistoria vid universitetet i Pavia, där han verkade till sin död 1799.
Han reste mycket och gav ut en flerfaldigt omtryckt och översatt skildring, Viaggi alle due Sicilie e in alcune parti dell'Appennino (ung. ”Resa till Bägge Sicilierna och delar av Apenninerna”,1792-1795). Under hans ledning, och med föremål som han samlat på sina resor, blev museet i Pavia ett Italiens främsta. Mycket av hans samling har nu skingrats eller förstörts.

## Vetenskaplig gärning

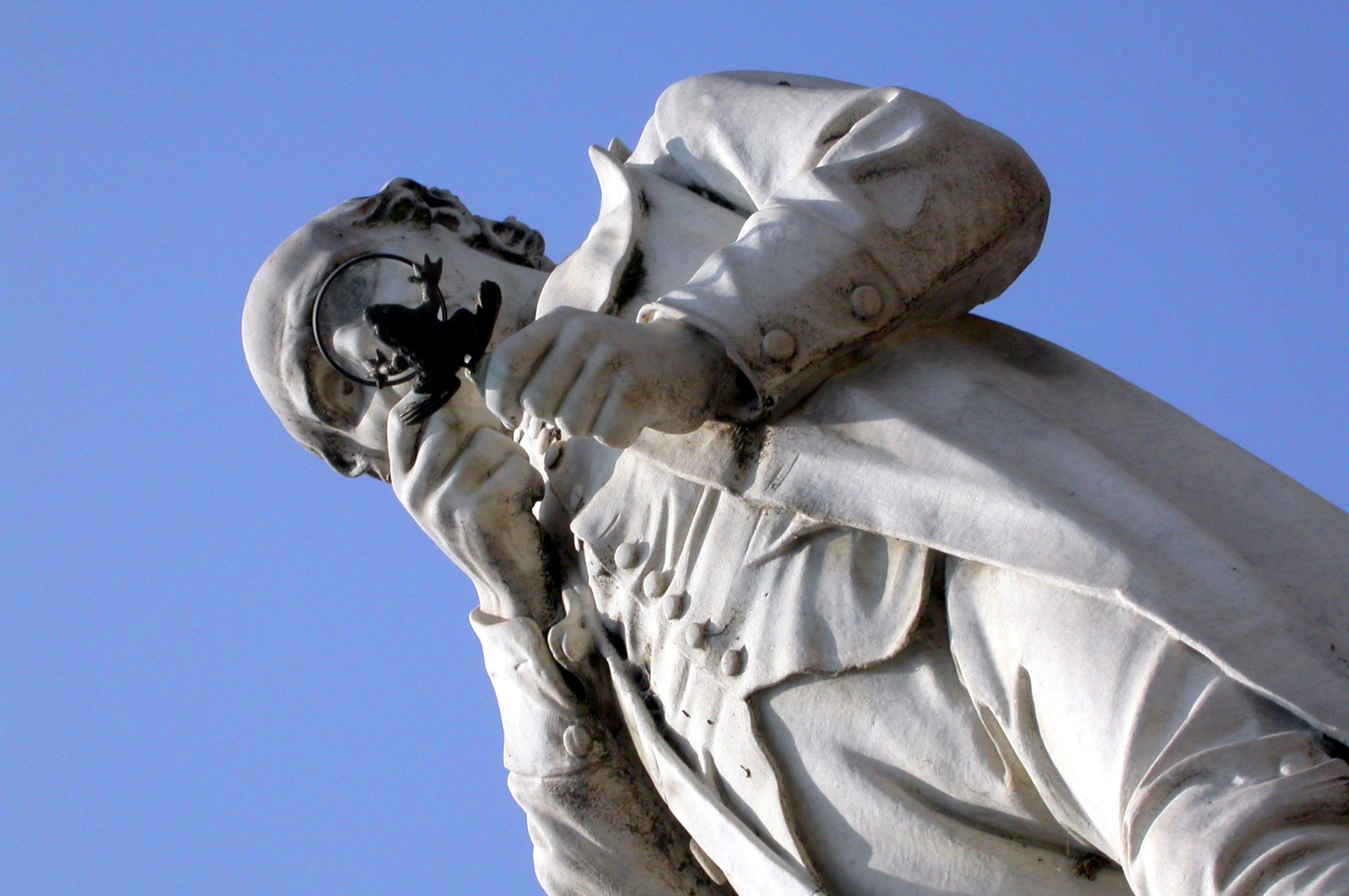
Lazzaro Spallanzani i Scandiano

Spallanzani ägnade sin forskning främst åt biologi och fysiologi men sysslade även med fysik, kemi, geologi, meteorologi och vulkanologi. Han blev känd i Europa som en uppslagsrik och noggrann experimentator och blev medlem i flera vetenskapssamfund i olika länder, bland annat Kungliga Vetenskapsakademien i Sverige. Han hade också en omfattande korrespondens med andra forskare.
1766 skrev han en uppsats om mekaniken hos stenar som studsar på en vattenyta, ”smörgåskastning”. 1767 började han att utföra systematiska experiment med växter och djur. I en uppsats från detta är redovisade han studier med mikroskop av organiskt material. Han kunde vederlägga Buffons, Needhams m.fl. teorier om uralstring. Liksom Needham hettade han upp organiskt material, men Spallanzani lät sitt material vara upphettat längre tid och var mer vaksam mot kontamination. Spallanzanis material blev därmed, till skillnad från Needhams, helt sterilt. Han blev på så sätt en föregångare till Louis Pasteur.
1768 publicerade han en studie om hur ödlor och andra djur kan återbilda förlorade kroppsdelar och hur han lyckats transplantera främre delen av en snigel till bakkroppen av en annan. 
Han studerade fortplantningen hos amfibier. Han antog felaktigt att spermierna var parasiter utan egentlig funktion för fortplantningen. I stället var det fett och andra ämnen i sädesvätskan som stimulerade ägget att börja utvecklas. Trots denna felsyn utförde han lyckade experiment med konstgjord befruktning.
För att undersöka matsmältning experimenterade han med sig själv. Han svalde små matfyllda tygpåsar som var fästa i snören. Med regelbundna intervall drog han upp en påse och undersökte dess innehåll. Han kunde visa att magsaften innehåller särskilda kemikalier för spjälkning av olika sorters föda.
Andra undersökningar gällde tornseglare. Han gissade att de övernattar i luften, vilket senare har kunnat bekräftas. Han skrev om ålars vandring, darrockors elektriska urladdningar, om kulblixtar och om mycket annat.

## Försök med fladdermöss
1793-1794 genomförde Spallanzani en serie experiment med fladdermöss som hade kunnat bli banbrytande, om de hade blivit allmänt kända. Det var känt att fladdermöss, liksom ugglor, kunde navigera i mycket svag belysning. Han lät en fladdermus flyga i ett rum med totalt mörker, fastbunden med en tråd i ena benet. Själv höll han i trådens andra ände och kunde känna hur det ryckte i tråden då och då. Fladdermusen flög alltså utan att kollidera med någonting. Han prövade samma sak med en tam uggla, men denna kunde inte navigera i det helmörka rummet. Han gjorde om försöket, men nu med en huva trädd över fladdermusens huvud. Fladdermusen kunde inte längre navigera utan flög in i väggen. Spallanzani tolkade det som att det fanns någon sorts ljus i rummet som fladdermusen kunde uppfatta, men inte människor och ugglor. För att bekräfta sin teori upprepade han försöket utan huva, men hade i stället avlägsnat fladdermusens ögonen. Den flög då åter obehindrat. Spallanzanis tvingades att konstatera att hans hypotes var felaktig.
Spallanzani brevväxlade med den schweiziske zoologen Charles Jurine. Inspirerad av Spallanzani förde denne experimenten ett steg längre. Jurine fyllde fladdermössens örongångar med fett. Nu kunde de inte längre navigera. Det var alltså hörseln som var det avgörande sinnet. Jurines upptäckt fick Spallanzani att gå vidare med sina försök. Han fångade in ett femtiotal fladdermöss, avlägsnade deras ögon och släppte dem fria. Fyra dygn senare lyckades han återfånga tre av dessa ögonlösa exemplar och dissekerade dem. Magarna var fulla med nyfångade insekter. Fladdermössen kunde alltså även fånga insekter enbart med hjälp av hörseln.
Lazzaro Spallanzani korresponderade med andra forskare och gjorde noggranna anteckningar men han publicerade inget om försöken. Dessa förblev därför i stort sett okända till 1940-talet. Det skulle dröja 150 år innan Donald Griffin och Robert Galambos kunde ge en detaljerad förklaring till hur fladdermössen navigerar med hjälp av ljud.

## Namnet Spallanzani inom astronomin mm
Spallanzani har lånat sitt namn till
- en rollfigur i Jacques Offenbachs opera Hoffmanns äventyr. I operan figurerar fysikern och uppfinnaren Spalanzani (stavat med endast ett l). Denne har skapat en naturtrogen mekanisk docka, Olympia, som Hoffmann blir förälskad i
- en udde på Antarktis[15]
- Nedslagskratern Spallanzani på månen[16] och nedslagskratern Spallanzani på planeten Mars[17]
- Småplaneten 10350 Spallanzani[18]